# Patryk Klimala
Patryk Klimala (Świdnica, 1998. augusztus 5. –) lengyel korosztályos válogatott labdarúgó, az izraeli Hapóél Beér-Seva csatárja.

## Pályafutása

### Klubcsapatokban
Klimala a lengyelországi Świdnica városában született. Az ifjúsági pályafutását a Zjednoczeni Żarów és a Lechia Dzierżoniów csapataiban kezdte, majd 2014-ben a Legia Warszawa akadémiájánál folytatta.
2016-ban mutatkozott be a Jagiellonia Białystok első osztályban szereplő felnőtt csapatában. Először a 2016. szeptember 25-ei, Korona Kielce ellen 2–1-re megnyert mérkőzés 90. percében, Przemysław Frankowski cseréjeként lépett pályára. A 2017–18-as szezonban a másodosztályú Wigry Suwałki csapatát erősítette kölcsönben. Első gólját 2019. április 6-án, a Zagłębie Sosnowiec ellen 2–1-es győzelemmel zárult találkozón szerezte meg. 2020-ban a skót Celtichez igazolt. A ligában 2020. január 29-én, a St. Johnstone ellen idegenben 3–0-ra megnyert bajnokin debütált.
2021. április 22-én négyéves szerződést kötött az észak-amerikai első osztályban érdekelt New York Red Bulls együttesével. Először a 2021. május 16-ai, Philadelphia Union ellen 1–0-ra elvesztett mérkőzésen lépett pályára. Első gólját 2021. június 24-én, a New England Revolution ellen 3–2-es vereséggel zárult találkozón szerezte meg. 2023. január 30-án az izraeli Hapóél Beér-Sevához írt alá.

### A válogatottban
Klimala az U19-es, az U20-as és az U21-es korosztályú válogatottakban is képviselte Lengyelországot.
2019-ben debütált az U21-es válogatottban. Először a 2019. március 26-ai, Szerbia ellen 2–0-ra elvesztett mérkőzés 73. percében, Patryk Dziczeket váltva lépett pályára. Első válogatott gólját 2019. szeptember 6-án, Lettország ellen 1–0-ra megnyert U21-es EB-selejtezőn szerezte meg.

## Statisztikák
2022. október 15. szerint
| Klub                       | Szezon   | Osztály              | Bajnokság | Bajnokság | Kupa  | Kupa | Nemzetközi | Nemzetközi | Összesen | Összesen |
| Klub                       | Szezon   | Osztály              | Meccs     | Gól       | Meccs | Gól  | Meccs      | Gól        | Meccs    | Gól      |
| -------------------------- | -------- | -------------------- | --------- | --------- | ----- | ---- | ---------- | ---------- | -------- | -------- |
| Jagiellonia Białystok      | 2016–17  | Ekstraklasa          | 3         | 0         | 0     | 0    | —          | —          | 3        | 0        |
| Jagiellonia Białystok      | 2018–19  | Ekstraklasa          | 21        | 1         | 5     | 3    | 1          | 0          | 27       | 4        |
| Jagiellonia Białystok      | 2019–20  | Ekstraklasa          | 17        | 7         | 1     | 0    | —          | —          | 18       | 7        |
| Jagiellonia Białystok      | Összesen | Összesen             | 41        | 8         | 6     | 3    | 1          | 0          | 48       | 11       |
| Wigry Suwałki (kölcsönben) | 2017–18  | I Liga               | 27        | 13        | 0     | 0    | —          | —          | 27       | 13       |
| Celtic                     | 2019–20  | Scottish Premiership | 2         | 0         | 2     | 0    | —          | —          | 4        | 0        |
| Celtic                     | 2020–21  | Scottish Premiership | 17        | 3         | 1     | 0    | 6          | 0          | 24       | 3        |
| Celtic                     | Összesen | Összesen             | 19        | 3         | 3     | 0    | 6          | 0          | 28       | 3        |
| New York Red Bulls         | 2021     | MLS                  | 30        | 8         | 0     | 0    | —          | —          | 30       | 8        |
| New York Red Bulls         | 2022     | MLS                  | 29        | 5         | 4     | 1    | —          | —          | 33       | 6        |
| New York Red Bulls         | Összesen | Összesen             | 59        | 13        | 4     | 1    | 0          | 0          | 63       | 14       |
| Összesen                   | Összesen | Összesen             | 146       | 37        | 13    | 4    | 7          | 0          | 166      | 41       |

## Sikerei, díjai
Jagiellonia Białystok
- Ekstraklasa
  - Ezüstérmes (1): 2016–17

- Lengyel Kupa
  - Döntős (1): 2018–19

Celtic
- Scottish Premiership
  - Bajnok (1): 2019–20

- Scottish Cup
  - Győztes (1): 2019–20